# I piloti dell'inferno
I piloti dell'inferno (Hell Drivers) è un film del 1957 diretto da Cy Endfield.

## Trama
Profondamente segnato dall'esperienza carceraria, ex detenuto, scontata la pena esce di prigione e trova lavoro come camionista in una società di trasporti, dove gli autisti rischiano quotidianamente la propria vita, costretti ad impegnarsi in tragitti ad alta velocità per essere pagati in base alle consegne. Accetta, suo malgrado, le violente prepotenze del capo, fin quando lo sfida in una folle corsa a bordo di due bestioni, dove il boss ci rimette la vita.

## Riconoscimenti
- 1958 - British Academy of Film and Television Arts
  - Candidato al BAFTA 1958 per la migliore sceneggiatura